# ابهایپوری

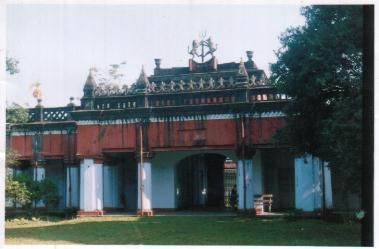
کاخ رانی ابهایسواری

ابهایپوری (به لاتین: Abhayapuri) در هند با جمعیت ۱۴٬۶۷۱ نفر است که در آسام واقع شده‌است.